# René Leudesdorff

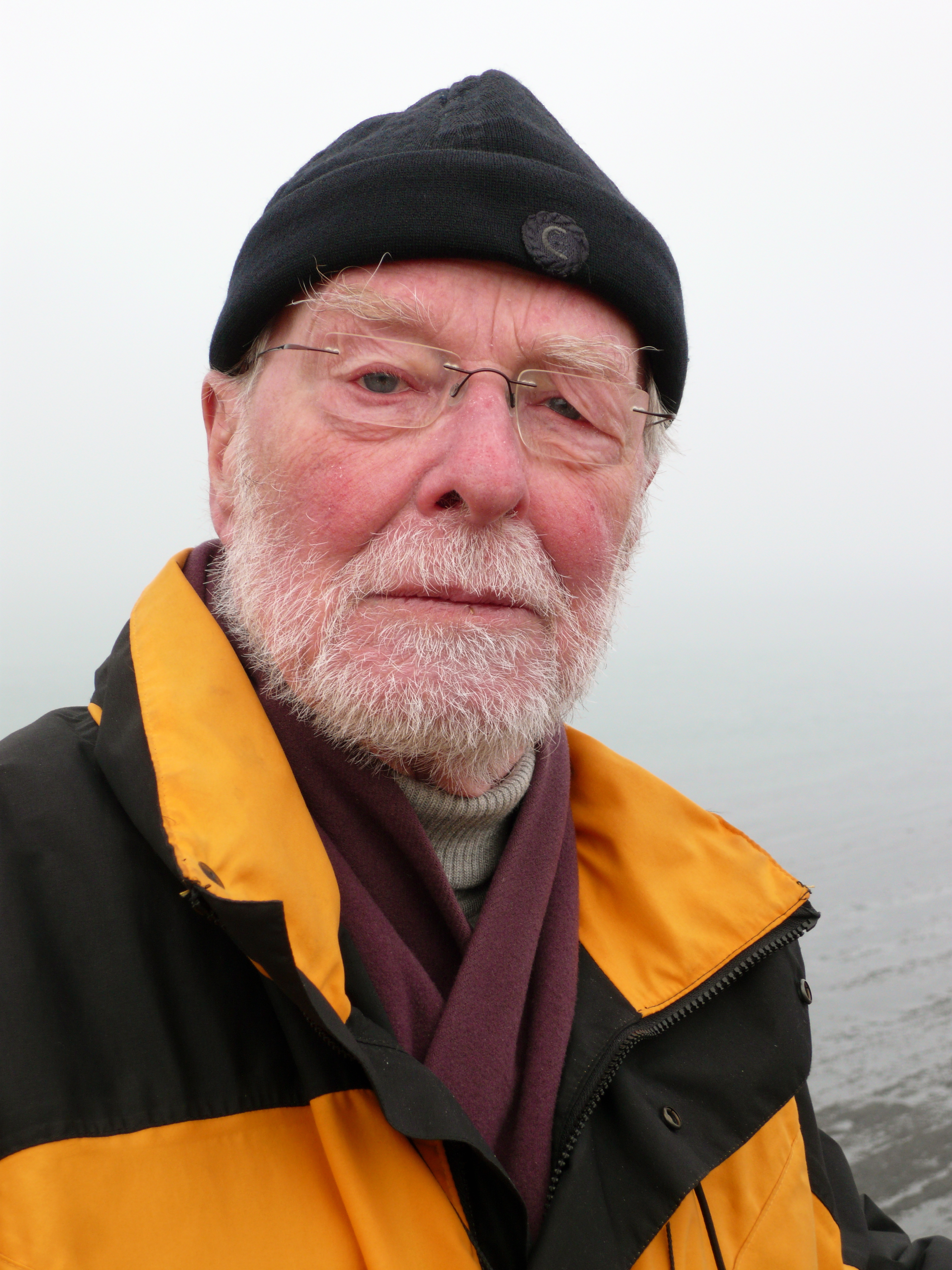
René Leudesdorff 2009

René Leudesdorff (* 18. Februar 1928 in Berlin; † 5. Juni 2012 in Flensburg) war ein deutscher evangelischer Geistlicher und Autor. Er war einer der beiden Studenten, die 1950 die Insel Helgoland besetzten.

## Leben
René Leudesdorff entstammt der unehelichen Beziehung der Bauhaus-Künstlerin Lore Ribbentrop-Leudesdorff und Jorge Fulda. Beide waren Mitte der 1920er Jahre zeitweise am Bauhaus tätig. Eine Beziehung zu seinem Vater ist nie entstanden.
Leudesdorff studierte in Heidelberg Evangelische Theologie. Von 1956 bis 1961 war er Gründungspfarrer in der neu entstandenen Timotheus-Gemeinde in Osnabrück-Widukindland, später zwölf Jahre Geschäftsführer des Diakonischen Werkes in Hessen und Nassau (Frankfurt) und anschließend zehn Jahre Pfarrer in den nordfriesischen Kirchengemeinden Dagebüll und Fahretoft. Von 1990 bis 1995 stand er als Kommunikationschef im Dienst der Christoffel-Blindenmission in Bensheim; er war langjähriges Mitglied im Vorstand des Bauhaus-Archivs.
Leudesdorff begleitete den Deutschen Evangelischen Kirchentag über 50 Jahre und verfasste als Journalist und Publizist zahlreiche Artikel und Bücher.
Am 20. April 2008 wurde Leudesdorff die Ehrenbürgerschaft von Jerichow verliehen.

## Die Besetzung Helgolands

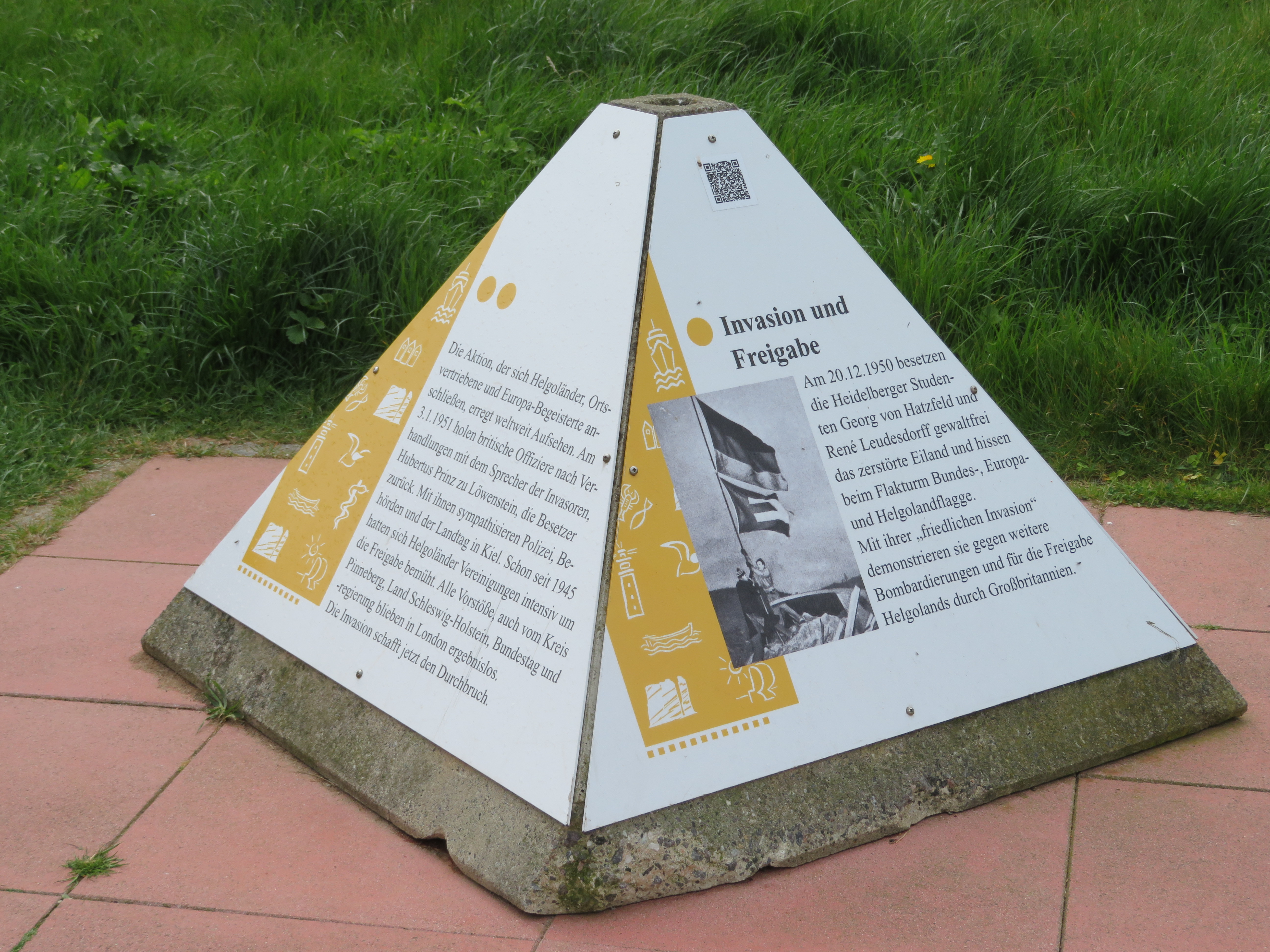
Informationsstation auf Helgoland

Am 20. Dezember 1950 setzte Leudesdorff mit seinem Heidelberger Kommilitonen Georg von Hatzfeld auf das britisch besetzte Helgoland über, hisste dort die Flagge der Europäischen Bewegung sowie die Deutschlandflagge und die Flagge Helgolands und blieb mit kurzer Unterbrechung bis zum 3. Januar 1951 auf der Insel, die zu diesem Zeitpunkt Übungsziel für die Bomber der Royal Air Force war. Alle Bemühungen der evakuierten Inselbevölkerung, in ihre Heimat zurückkehren zu können, waren bis zu diesem Zeitpunkt gescheitert. Durch die journalistische Unterstützung der Frankfurter Abendpost erreichte die Protestaktion der beiden Studenten über die Weihnachtstage eine enorme publizistische Beachtung – auch im Vereinigten Königreich. Die britische Regierung geriet innen- und außenpolitisch unter Druck und nahm die festgefahrenen Verhandlungen über die Freigabe der Insel wieder auf. Ein gutes Jahr später, am 1. März 1952, kam Helgoland wieder in deutschen Besitz, und die Helgoländer Bevölkerung konnte – nach Bombenräumung und Wiederaufbau – auf ihre Heimatinsel zurückkehren. Seither wird der 1. März alljährlich auf Helgoland als Inselfeiertag mit Gottesdienst und Festakt begangen.
Für diese gewaltfreie Aktion erhielten Leudesdorff und von Hatzfeld am 30. September 1993 das Bundesverdienstkreuz I. Klasse aus der Hand von Bundespräsident Richard von Weizsäcker. Am 19. Dezember 2010 wurden Georg von Hatzfeld posthum und René Leudesdorff bei einem Festakt auf Helgoland zu „Verdienten Bürgern der Gemeinde Helgoland“ ernannt, nachdem die Gemeindevertretung einstimmig einen entsprechenden Beschluss gefasst hatte.
Allerdings ist die Urheberschaft der Helgoland-Aktion nicht ganz unumstritten. Am 29. Dezember 1950 landete der Journalist, Schriftsteller, Dozent und Politiker Hubertus Prinz zu Löwenstein-Wertheim-Freudenberg auf Helgoland. Er nahm einen US-amerikanischen Staatsbürger mit, um damit zu verhindern, dass die Alliierten die Insel und damit die friedlichen Besetzer bombardierten. Er hatte mit Volkmar Zühlsdorff auch die Öffentlichkeitsarbeit vorbereitet. In seinem Buch Wir befreiten Helgoland schildert Leudesdorff detailliert den „Patentstreit“ um die friedliche Invasion Helgolands zwischen den beiden Besetzern Hatzfeld und Leudesdorff und dem Prinzen. Während Leudesdorff Löwenstein offenbar nicht kannte – und umgekehrt –, hatte Hatzfeld an der Universität Heidelberg kurze Zeit für ihn als Hilfsassistent gearbeitet und dabei offenbar auch Löwensteins Helgoland-Aufrufe gelesen. Einem Vorbereitungsteam Löwensteins gehörten weder Hatzfeld noch Leudesdorff an. Die Besetzung Helgolands lag quasi in der Luft. Es war nur noch eine Frage der Zeit, wann jemand den ersten Schritt machen würde. Am wahrscheinlichsten war, dass es die Helgoländer selbst tun würden, denn Helgoländer Fischer waren ständig um die und auf der Insel unterwegs und in Cuxhaven gab es ein aktives „Büro Helgoland“. Als Löwenstein sah, dass ihm die beiden zuvorgekommen waren, handelte er rasch und reklamierte zumindest die Idee für sich. Die ihn zahlreich begleitenden Journalisten übernahmen dies gerne wie auch später die Helgoländer. Löwenstein hatte durch seine frühe Emigration, seinen mutigen Kampf gegen Hitler vor der Emigration 1933 und im Exil ein internationales Renommee und damit größere Chancen auf internationale Aufmerksamkeit – dies erschien als notwendige Voraussetzung für das Gelingen der Besetzung und letztlich die Rückgabe Helgolands. Seine Version von den Studenten, die in seinen Plan eingeweiht waren und ihm lediglich die Schau stehlen wollten, wirkte plausibel, zumal weder Hatzfeld noch Leudesdorff triftige Gründe vorbringen konnten, warum ausgerechnet sie eine Insel befreien wollten, die sie nie zuvor gesehen hatten. Leudesdorff äußert die Vermutung, dass Löwenstein mit der Besetzung für eigene politische Ziele im Sinne der Wiedererrichtung eines christlichen Europas als Bollwerk gegen den kommunistischen Osten werben wollte, während es zumindest Leudesdorff vor allem um das Heimatrecht der Helgoländer und ums Abenteuer ging.

## Weitere Aktivitäten

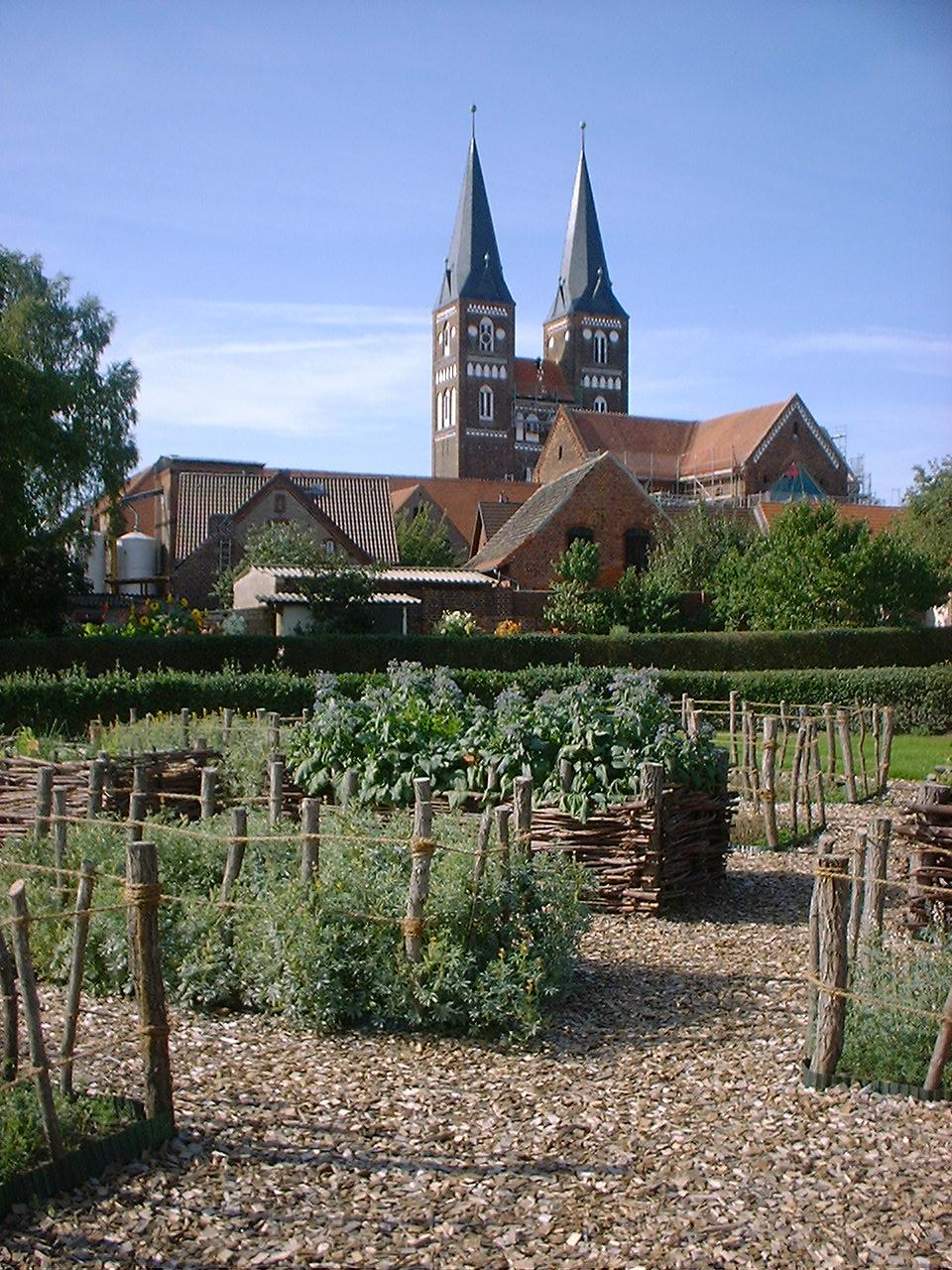
Kloster Jerichow

### FördervereinErhaltet Kloster Jerichow!
Von 1998 bis 2003 lebte Leudesdorff in Jerichow, wo er sich für den Erhalt der romanischen Klosteranlage engagierte. Zu diesem Zweck gründete er den Förderverein Erhaltet Kloster Jerichow!, dessen Schirmherr der frühere Politiker Volker Rühe ist. Leudesdorff verhinderte den Umbau der Klosteranlage zu einem Luxushotel mit Spitzengastronomie und regte stattdessen ein Europäisches Romanikzentrum (ERZ) als Forschungs- und Bildungseinrichtung in der Klosterklausur an. Nachdem das ERZ in Jerichow nicht zustande gekommen war, wurde es am 10. Juli 2006 unter seiner Leitung in Halle gegründet und nahm mit interdisziplinärem Vorstand (Vorsitz: Wolfgang Schenkluhn) und internationalem Beirat im Sommer 2007 seine Arbeit auf. Es soll als An-Institut der Martin-Luther-Universität Halle-Wittenberg ab Juni 2008 in der Domklausur zu Merseburg residieren.

### Evangelische Zehntgemeinschaft (EZG)
Eine weitere Initiative Leudesdorffs ist die von ihm 1999 gegründete Evangelische Zehntgemeinschaft (EZG). Jährlich opfern rund 75 Pfarrer im Ruhestand ein Zehntel ihrer Zeit der Vertretung von Kollegen in Brandenburg und Sachsen-Anhalt.

### Letzte Ruhestätte
Leudesdorff fand seine letzte Ruhe auf dem Friedhof im Ort Fahretoft in einem Familiengrab in der Nähe des Glockenturms und in unmittelbarer Nähe der Grabstätte von Hans Momsen. Eine Gedenktafel erinnert an ihn. Er stiftete der Kirchengemeinde Fahretoft eine zweite Glocke.

## Werke
- Schlagworte, Redensarten, Antworten. Kirche und Mann, Gütersloh 1955.
- mit Nina Leudesdorff: Ein Weg zur Weihnacht. Oestreich, Bremen 1963.
- Hrsg. zusammen mit Horst Zilleßen: Gastarbeiter gleich Mitbürger. Burckhardthaus-Verlag, Gelnhausen 1971, ISBN 3-7664-1004-0
- Wende dein Gesicht zur Sonne. Texte zum Bedenken. Kreuz Verlag, Stuttgart, Berlin 1983, ISBN 3-7831-0549-8.
- Wir befreiten Helgoland. Die friedliche Invasion 1950/51. Cobra-Verlag, Husum 1987, ISBN 3-923146-02-7.
- Das Glück der Lebenszeit. Meine Zeit in Gottes Händen. Agentur des Rauhen Hauses, Hamburg 1989, ISBN 3-7600-0496-2
- Heiligabenteuer. Kreuz Verlag, Stuttgart 1989, ISBN 3-7831-0993-0.
- Brücken verbinden. Auf andere zugehen. Agentur des Rauhen Hauses, Hamburg 1995, ISBN 3-7600-0696-5.

## Film über die Besetzung Helgolands
- Wer befreite Helgoland? Bombenziel in Friedenszeiten, ein Film von Kurt Denzer und Thorsten Schmidt, FBW-Prädikat: wertvoll